# 望月さや
望月 さや（もちづき さや、1972年7月27日 - ）は、日本の元アイドル、元女優、元タレント。愛称は「もっちー」。高校を卒業後、介護の仕事をしていたが、宮城県仙台市でスカウトされ芸能界入りする。
武道一家で、本人も剣道二段、合気道初段。途中で芸名を望月沙耶から望月さやに改名し、2005年に芸能界を引退した。現在はアクセサリーデザイナーとして働いている。

## 出演・作品

### テレビ
- 出動!ミニスカポリス（テレビ東京） - 6代目リーダー
- トゥナイト2（テレビ朝日） - レギュラーレポーター
- オールスター感謝祭（TBS）

### テレビドラマ
- 電磁戦隊メガレンジャー 第9話（1997年 テレビ朝日） - 南冴子役
- ねらわれた学園（1997年 テレビ東京） - 佐竹祐美子役
- 土曜ワイド劇場「牟田刑事官事件ファイル26 沖縄仲人旅行連続殺人」（1999年 テレビ朝日） - 宮下いずみ役
- 月下の棋士（2000年 テレビ朝日・MMJ）
- やまとなでしこ（2000年 フジテレビ・共同テレビ） - 蝶野唯役
- 愛の劇場「ラブ&ファイト」（2001年 TBS・共同テレビ） - 木村こだま役
- 女と愛とミステリー（テレビ東京、BSジャパン）
  - 「団地奥様パック旅行事件簿」第1作 - 第2作（2001年 - 2002年） - 小村優菜 役
  - 「密会の宿」 第1作 - 第3作（2003年 - 2005年） - 島村千秋 役
- プリティガール 第8話「恋のチカラ技」（2002年 TBS）
- 探偵家族 第2話「妻を殴る夫警察は信用できない」（2002年 日本テレビ） - 泉川せいな役
- はるちゃん6（2002年 東海テレビ） - 高村千種役
- 月曜ミステリー劇場「おばさん会長・紫の犯罪清掃日記 ゴミは殺しを知っている4」（2003年 TBS） - 宇佐美恵子役

### 映画
- 嗚呼!!花の応援団（東映） - 清田こずえ役

### 写真集
- Flash of sun（コスミックインターナショナル）
- 沙耶（ワニブックス）
- Breathless（光進社）

### 映像作品
- Do it!（ポニーキャニオン）VHS・DVD
- Brilliant Orange（メディアックス）VHS
- 揺れる88cm ロストラブ・・せつない気持ち（ハピネットピクチャーズ）VHS

### ゲーム
- メタルギアソリッド2（ゲーム中のポスター）